# Örmény dram
Az örmény dram (örményül: Դրամ ) Örményország jelenlegi hivatalos pénzneme.

## Története
A dram szó magyarul pénz-t jelent, megfelel a görög drachma, illetve az arab dirham pénznévnek. A legelső dram nevű örmény pénzek 1199 és 1375 között használt ezüst érmék voltak.
Örményország függetlenségét 1991. szeptember 21-én kiáltották ki, 1993. március 27-én pedig létrehozták az Örmény Központi Bankot – ennek ellenére a régi szovjet bankjegyek egészen 1993 novemberéig forgalomban voltak. A mai dram 1993. november 22-én lett hivatalosan bevezetve 1 dram = 200 rubel arányban (ekkor 14,5 dram ért egy USA-dollárt).
A 2014–2016-os orosz pénzügyi válság során a dram árfolyama a november végi 410-415 dram/dolláros árfolyamról 575 dram/dollárra esett. December közepére az infláció 15 százalékról 20 százalékra emelkedett. Az örmény parlament szóvivője pánikról számolt be.

## Érmék

### 1994-es sorozat
| Kép | Névérték | Műszaki paraméterek | Műszaki paraméterek | Leírás | Leírás                                           | Leírás                             | Dátumok    | Dátumok     |
| Kép | Névérték | Átmérő              | Tömeg               | Perem  | Előlap                                           | Hátlap                             | Kibocsátás | Visszavonás |
| --- | -------- | ------------------- | ------------------- | ------ | ------------------------------------------------ | ---------------------------------- | ---------- | ----------- |
|     | 10 luma  | 16 mm               | 0,59 g              | sima   | Az érték számmal, a pénznem betűvel és az évszám | A címer és az ország neve örményül | 1994       | forgalomban |
|     | 20 luma  | 18 mm               | 0,75 g              | sima   | Az érték számmal, a pénznem betűvel és az évszám | A címer és az ország neve örményül | 1994       | forgalomban |
|     | 50 luma  | 20 mm               | 0,93 g              | sima   | Az érték számmal, a pénznem betűvel és az évszám | A címer és az ország neve örményül | 1994       | forgalomban |
|     | 1 dram   | 22 mm               | 1,39 g              | recés  | Az érték számmal, a pénznem betűvel és az évszám | A címer és az ország neve örményül | 1994       | forgalomban |
|     | 3 dram   | 24 mm               | 1,63 g              | recés  | Az érték számmal, a pénznem betűvel és az évszám | A címer és az ország neve örményül | 1994       | forgalomban |
|     | 5 dram   | 26 mm               | 1,98 g              | sima   | Az érték számmal, a pénznem betűvel és az évszám | A címer és az ország neve örményül | 1994       | forgalomban |
|     | 10 dram  | 28 mm               | 2,3 g               | sima   | Az érték számmal, a pénznem betűvel és az évszám | A címer és az ország neve örményül | 1994       | forgalomban |

### 2003-as sorozat
| Kép | Névérték | Műszaki paraméterek | Műszaki paraméterek | Leírás | Leírás                              | Leírás                                   | dátumok    | dátumok           | dátumok     |
| Kép | Névérték | Átmérő              | Tömeg               | Perem  | Előlap                              | Hátlap                                   | első veret | kibocsátás        | visszavonás |
| --- | -------- | ------------------- | ------------------- | ------ | ----------------------------------- | ---------------------------------------- | ---------- | ----------------- | ----------- |
|     | 10 dram  | 20 mm               | 1,3 g               | sima   | Az érték leírása betűvel és számmal | címer, évszám és örményül az ország neve | 2004       | 2004. december 1. | forgalomban |
|     | 20 dram  | 20,5 mm             | 2,75 g              | sima   | Az érték leírása betűvel és számmal | címer, évszám és örményül az ország neve | 2003       | 2003. január 1.   | forgalomban |
|     | 50 dram  | 21,5 mm             | 3,5 g               | recés  | Az érték leírása betűvel és számmal | címer, évszám és örményül az ország neve | 2003       | 2003. március 31. | forgalomban |
|     | 100 dram | 22,5 mm             | 4 g                 | recés  | Az érték leírása betűvel és számmal | címer, évszám és örményül az ország neve | 2003       | 2003. március 31. | forgalomban |
|     | 200 dram | 24 mm               | 4,5 g               | recés  | Az érték leírása betűvel és számmal | címer, évszám és örményül az ország neve | 2003       | 2003. március 31. | forgalomban |
|     | 500 dram | 22 mm               | 5 g                 | recés  | Az érték leírása betűvel és számmal | címer, évszám és örményül az ország neve | 2003       | 2003. március 31. | forgalomban |

## Bankjegyek
Az 1993-ban forgalomba hozott bankjegyek címletei 10, 25, 50, 100, 200 és 500 dram voltak.
1994. október 24-én kibocsátották az ezerdramos bankjegyet, a következő év szeptemberében pedig az ötezrest is. 1998-ban egy teljesen új bankjegysorozat kibocsátása kezdődött meg, melynek tagjai ma is forgalomban vannak.
2001-ben adták ki az 50 000 dramos bankjegyet a kereszténység 1700 évvel ezelőtti felvételének emlékére.
2009. augusztus 24-én bocsátották ki a 100 ezer dramos bankjegyet.

### 1993-as sorozat
| Kép      | Kép      | Névérték  | Méret       | Szín               | Leírás                                        | Leírás                             | Dátumok    | Dátumok     |
| Előoldal | Hátoldal | Névérték  | Méret       | Szín               | Előoldal                                      | Hátoldal                           | Kibocsátás | Visszavonás |
| -------- | -------- | --------- | ----------- | ------------------ | --------------------------------------------- | ---------------------------------- | ---------- | ----------- |
|          |          | 10 dram   | 125 x 62 mm | ibolya, sárga      | David of Sasoun épülete                       | Ararat                             | 1993       | 1998        |
|          |          | 25 dram   | 125 x 62 mm | kék, sárga         | Erebouni oroszlánja                           | díszítések                         | 1993       | 1998        |
|          |          | 50 dram   | 125 x 62 mm | kék, ibolya, barna | Az Állami Történeti Múzeum és Galéria épülete | A nemzetgyűlés épülete             | 1993       | 1998        |
|          |          | 100 dram  | 135 x 65 mm | kék                | Zvartnots temploma                            | Az Opera- és Balettszínház épülete | 1993       | 1998        |
|          |          | 200 dram  | 135 x 65 mm | barna, zöld, sárga | Szent Hripsime-templom                        | díszítések                         | 1993       | 1998        |
|          |          | 500 dram  | 135 x 65 mm | barna, zöld, kék   | Nagy Tigran király                            | könyv, toll                        | 1993       | 1998        |
|          |          | 1000 dram | 145 x 68 mm | barna, sárga       | Mesrop Mashtotz-szobor                        | egy 7. századi építmény            | 1993       | 1998        |
|          |          | 5000 dram | 145 x 71 mm | zöld, ibolya       | Garni pogány temploma                         | Anahit istennő mellszobra          | 1993       | 1998        |

### 1998-as sorozat
| Kép      | Kép      | Névérték     | Méret       | Szín          | Leírás                     | Leírás                                | Dátumok             | Dátumok          |
| Előoldal | Hátoldal | Névérték     | Méret       | Szín          | Előoldal                   | Hátoldal                              | Kibocsátás          | Visszavonás      |
| -------- | -------- | ------------ | ----------- | ------------- | -------------------------- | ------------------------------------- | ------------------- | ---------------- |
|          |          | 50 dram      | 122 x 65 mm | rózsaszín     | Aram Hacsatrjan            | Gayaneh-ballett részlete és az Ararát | 1998                | 2004. április 1. |
|          |          | 100 dram     | 122 x 65 mm | kék           | Viktor Hambarcumjan        | Byurakan csillagvizsgáló              | 1998                | 2004. április 1. |
|          |          | 500 dram     | 129 x 72 mm | szürke        | Alexander Tamanjan         | Az elnök rezidenciája                 | 1999                | forgalomban      |
|          |          | 1 000 dram   | 136 x 72 mm | zöld          | Jegise Csarenc             | Jereván                               | 1999                | forgalomban      |
|          |          | 5 000 dram   | 143 x 72 mm | zöld és barna | Hovhannes Tumanjan         | Martiros Szarjan egyik festménye      | 1999                | forgalomban      |
|          |          | 10 000 dram  | 150 x 72 mm | ibolya        | Avetik Iszahakjan          | Gjumri városa a 20. század elején     | 2003                | forgalomban      |
|          |          | 20 000 dram  | 155 x 72 mm | barna, sárga  | Martiros Szarjan           | Martiros Szarjan egyik képe           | 1999                | forgalomban      |
|          |          | 50 000 dram  | 160 x 79 mm | barna         | Holy Echmiadzin-katedrális | Nagy Tiridat király                   | 2001                | forgalomban      |
|          |          | 100 000 dram | 160 x 72 mm | kék           | V. Abgarus                 | Judás Jézus mellett                   | 2009. augusztus 24. | forgalomban      |

### 2018-as sorozat
2018. november 22-én új bankjegysorozat kerül bevezetésre. A bankjegyeket Edward Kurginján, Vardan Vardanján és Szuren Szimonján tervezték, és a német Giesecke & Devrient nyomdájában állítják elő.
| Kép      | Kép      | Névérték    | Méret       | Szín         | Leírás                              | Leírás                                                           | Dátumok            | Dátumok     |
| Előoldal | Hátoldal | Névérték    | Méret       | Szín         | Előoldal                            | Hátoldal                                                         | Kibocsátás         | Visszavonás |
| -------- | -------- | ----------- | ----------- | ------------ | ----------------------------------- | ---------------------------------------------------------------- | ------------------ | ----------- |
|          |          | 1000 dram   | 130 × 72 mm | ibolya       | Paruyr Sevak                        | Paryur Sevak-ház, Sevak szobra                                   | 2018. december 25. | forgalomban |
|          |          | 2.000 dram  | 135 × 72 mm | barna        | Tigran Petroszján, sakktábla        | Sakkház, Tigran Petroszján szobra                                | 2018. december 25. | forgalomban |
|          |          | 5.000 dram  | 140 × 72 mm | vörös        | William Saroyan                     | William Saroyan szobra                                           | 2018. december 25. | forgalomban |
|          |          | 10.000 dram | 145 × 72 mm | szürke-bíbor | Komitasz                            | Komitasz szobra, Vagharshapat (Etchmiadzin)                      | 2018. november 22. | forgalomban |
|          |          | 20.000 dram | 150 × 72 mm | zöld         | Ivan Konsztantyinovics Ajvazovszkij | Ajvazovszkij Művészeti Múzeum                                    | 2018. november 22. | forgalomban |
|          |          | 50.000 dram | 155 × 72 mm | arany        | Világosító Szent Gergely            | Hor Virap-kolostor, Ararát-hegy, Világosító Szent Gergely szobra | 2018. november 22. | forgalomban |

## Emlékbankjegyek
| Kép      | Kép      | Névérték | Méret       | Szín         | Leírás                              | Leírás                           | Dátumok   | Dátumok            |
| Előoldal | Hátoldal | Névérték | Méret       | Szín         | Előoldal                            | Hátoldal                         | Nyomtatás | Kibocsátás         |
| -------- | -------- | -------- | ----------- | ------------ | ----------------------------------- | -------------------------------- | --------- | ------------------ |
|          |          | 500 dram | 140 x 76 mm | barna és kék | Vagarsapat katedrálisa, Ararát-hegy | Ararát-hegy, Noé és néhány állat | 2017      | 2017. november 22. |